# HD 74156
 HD 74156  es una estrella del tipo enana amarilla ( Clasificación estelar G0V) en la constelación Hidra, a 210 años luz de nuestro sistema solar. Se sabe que es orbitada por tres planetas extrasolares, HD 74156 b, HD 74156 c y HD 74156 d.